# 嫌気性生物
嫌気性生物（けんきせいせいぶつ）は増殖に酸素を必要としない生物である。多くは細菌であるが、古細菌や真核微生物の中にも存在する。
これらは主に、酸素存在下で酸素を利用できる通性嫌気性生物と、大気レベルの濃度の酸素に暴露することで死滅する偏性嫌気性生物に分けられる。酸素を利用することはできないが、大気中でも生存に影響がない生物は、耐酸素性細菌などと呼ばれる。

## エネルギーの獲得
偏性嫌気性生物は発酵および嫌気性呼吸を行う。通性嫌気性生物は酸素の存在下では好気呼吸を行い、酸素がない場合には発酵を行うものもあれば嫌気性呼吸を行うものもある。
耐酸素性細菌は厳格に発酵的である。
微好気性生物は好気呼吸を行い、それらのうちのあるものは嫌気性呼吸をも行うことができる。
嫌気的発酵反応にはいくつかの化学式がある。発酵的嫌気性生物の多くは乳酸発酵経路を利用する。
{\displaystyle {\ce {{C6H12O6}+{2ADP}+2{\it {phosphate}}->{2lacticacid}+2ATP}}}
（ブドウ糖 1分子 ＋ ADP 2分子 ＋ リン酸 2分子 → 乳酸 2分子 ＋ ATP 2分子）
この化学式において糖から放出されるエネルギーは1モル当たりおよそ150 kJである。このエネルギーにより、ブドウ糖1分子当たり2分子のATPがADPより再生される。これは典型的な好気的反応によって糖1分子から産み出されるエネルギーのほんの5%にすぎない。
植物および真菌（たとえば酵母）は、酸素が限られている場合には一般にアルコール（エタノール）発酵を利用する。
{\displaystyle {\ce {{C6H12O6}+{2ADP}+2{\it {phosphate}}->{2C2H5OH}+{2CO2}+2ATP}}}
（ブドウ糖 1分子 ＋ ADP 2分子 ＋ リン酸 2分子 → エタノール 2分子 ＋ 二酸化炭素 2分子 ＋ ATP 2分子）
ここで糖から放出されるエネルギーは1モル当たり約180 kJである。このエネルギーにより、ブドウ糖1分子当たり2分子のATPがADPより再生される。
嫌気性細菌と古細菌は、たとえばプロピオン酸発酵、酪酸発酵、混合酸発酵、ブタンジオール発酵、Stickland発酵、酢酸生成経路、またはメタン生成経路などのような、これらとは異なるいくつかの発酵経路を利用している。

## 毒素産生能
いくつかの嫌気性細菌は、人を含む高等生物に対して極めて危険な毒素（たとえば破傷風毒素やボツリヌス毒素のような）を産生する。

## 菌体内酵素の欠損
酸素が存在することによって細胞内に形成される致死性のスーパーオキシドを変化させる
スーパーオキシドディスムターゼやカタラーゼを欠くことにより、偏性嫌気性生物は酸素の存在下では死滅する。

## 汚水処理施設での利用
汚水を浄化させるための汚水処理施設では、曝気槽の前段に脱窒を目的として嫌気槽を設けることがある。嫌気槽には嫌気性の微生物が利用されている。

## 新しいエネルギー源
下水や廃棄物などに含まれる有機物を嫌気性生物により分解することにより燃料として使える炭化水素ガスを生成する試みが各地で進められている。

## 多細胞生物
嫌気性代謝では十分なエネルギーが確保できないため、多細胞生物の嫌気性生物はほとんどいない。
2010年、地中海の海底で酸素不要の多細胞生物が初めて見つかった。

### 翻訳元
en:Anaerobic organism